# لوئی یکم، دوک اورلئان
لوئی یکم، دوک اورلئان (انگلیسی: Louis I, Duke of Orléans; ۱۳ مارس ۱۳۷۲ – ۲۳ نوامبر ۱۴۰۷) از سال ۱۳۹۲ تا زمان مرگ دوک اورلئان بود. وی همچنین دوک تورین (۱۳۸۶–۱۳۹۲)، کنت والوآ (۱۳۸۶–۱۴۰۶) کنت بلوز (۱۳۹۷–۱۴۰۷)، کنت آنگولم (۱۴۰۴–۱۴۰۷)، کنت پریگورد (۱۴۰۰–۱۴۰۷) و کنت سوآسون (۱۴۰۴–۱۴۰۷). و دومین فرزند شارل پنجم فرانسه و برادر جوانتر شارل ششم فرانسه بود.
نوادگان وی بعد از انقراض خط اصلی دودمان والوآ در سال ۱۴۹۸ میلادی، سلطنت فرانسه را به ارث بردند.

## جانشینی در مجارستان، لهستان و ناپل
در سال ۱۳۷۴، لوئی با کاترین، وارث سلطنت مجارستان نامزد شد.

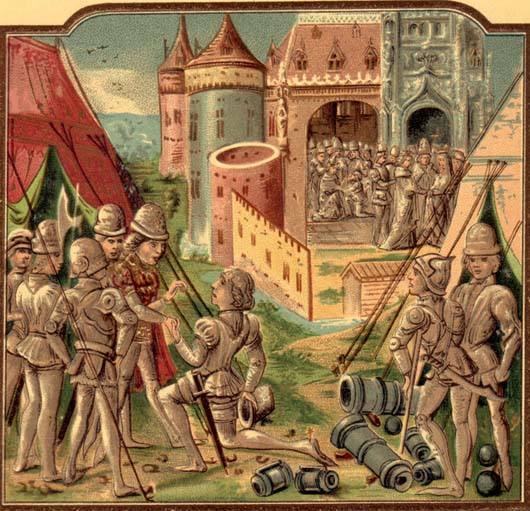
لوئی در اردوگاه مقابل؛ در پس زمینه، زیگیزموند با ماریا ازدواج می‌کند

انتظار می‌رفت لوئی و کاترین یا بر مجارستان یا بر لهستان سلطنت کنند، زیرا پدر کاترین، لوئی اول مجارستانی پسری نداشت. پدر کاترین همچنین قصد داشت ادعای خود بر پادشاهی ناپل و ایالت پرووانس، که پس از آن توسط پسرعموی بیمار و بی‌فرزندش جوانا اول ناپل نگهداری می‌شد را نیز به آنها بسپارد.  با این حال، مرگ کاترین در سال ۱۳۷۸ به مذاکرات ازدواج پایان داد. در سال ۱۳۸۴، الیزابت بوسنی با وجود نامزدی ماریا با زیگیزموند، امپراتور مقدس روم از دودمان لوکزامبورگ، با شارل پنجم پدر لوئی دربارهٔ احتمال ازدواج لوئی با دخترش ماریا شروع به مذاکره کرد. اگر الیزابت در سال ۱۳۷۸، پس از مرگ کاترین، این پیشنهاد را می‌داد، این واقعیت که پادشاهی فرانسه و پادشاهی مجارستان یک پاپ را به رسمیت نمی‌شناختند، مشکلی را ایجاد می‌کرد. با این حال، الیزابت در سال ۱۳۸۴ ناامید بود و حاضر نبود که شکافی در راه مذاکرات قرار گیرد. آنتی پاپ کلمنت هفتم توافق‌نامه‌ای را ابطال کرد که نامزدی ماریا و زیگیزموند را لغو کرد و ازدواج نیابتی بین لوئی و ماریا در آوریل ۱۳۸۵ جشن گرفته شد.  با این حال، این ازدواج توسط اشراف مجارستانی که به پاپ اوربان ششم پایبند بودند، به رسمیت شناخته نشد. چهار ماه پس از ازدواج نیابتی، زیگیزموند به مجارستان حمله کرد و با ماریا ازدواج کرد که در نهایت شانس لوئی برای سلطنت به عنوان پادشاه مجارستان را از بین برد. 

## نقش در دربار و جنگ‌های صدساله

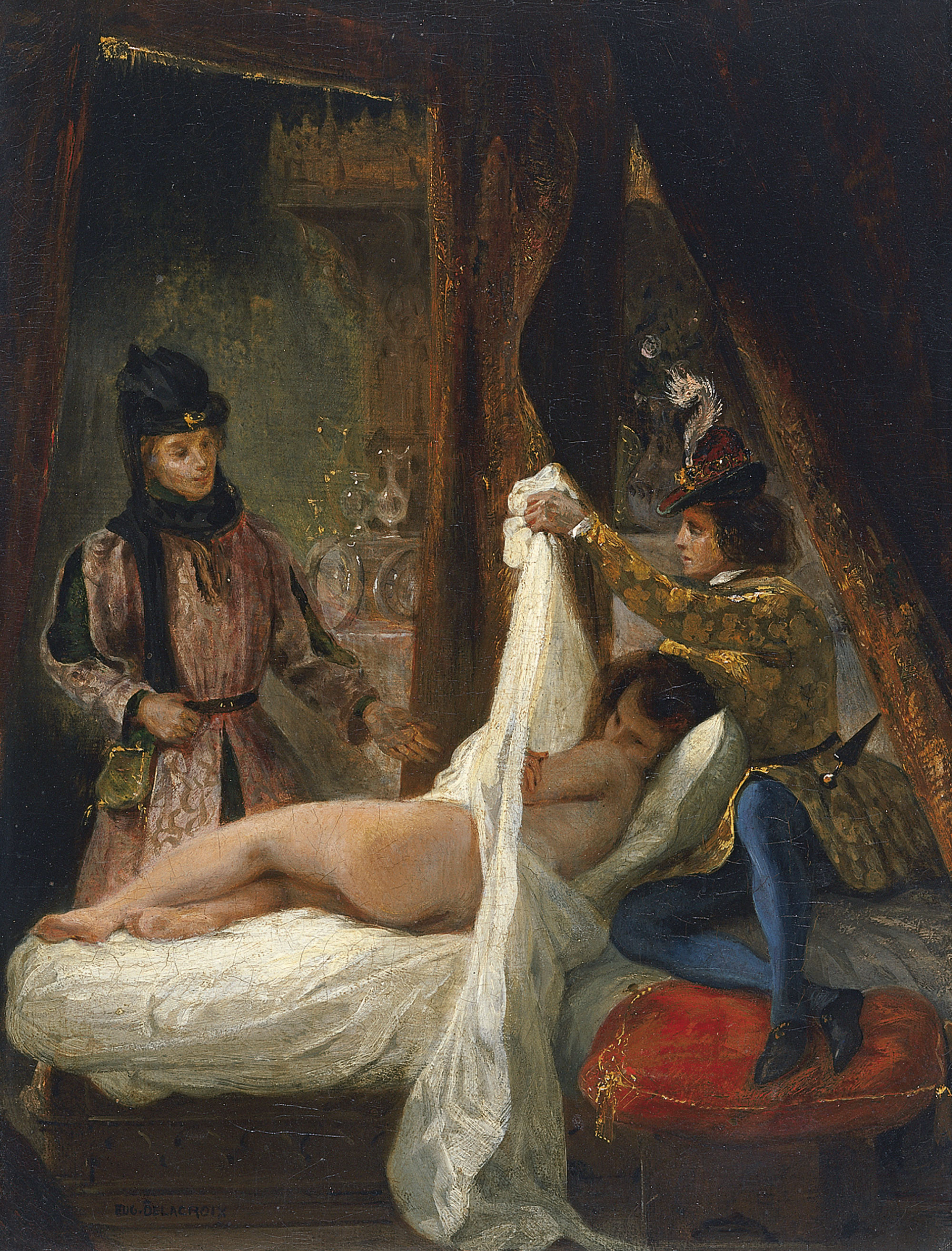
لوئی د اورلئان و یک معشوقه را معرفی می کند ١٨٢۵–٢۶ (موزه تیسن-بورنمیسا, مادرید) توسط اوژن دولاکروا, شهرت لوئی را به عنوان یک فاسق نشان می‌دهد.

لوئی در طول جنگ صد ساله نقش سیاسی مهمی داشت. در سال ۱۳۹۲ برادر بزرگتر او شارل ششم فرانسه ملقب به شارل دیوانه (که ممکن است از اسکیزوفرنی، پورفیری، اسکیزوفرنی پارانوئید یا اختلال دوقطبی رنج برده باشد) اولین بار یک سری حملات «جنون» را تجربه کرد. خیلی زود مشخص شد که شارل قادر به حکومت مستقل نیست. در سال ۱۳۹۳ شورای سلطنتی به ریاست ملکه ایزابلای باواریا تشکیل شد و لوئی نفوذ قدرتمندی پیدا کرد.
لوئی در حکمرانی و سرپرستی فرزندان شاه با ژان بی‌باک، دوک بورگوندی اختلاف پیدا کرد. خصومت بین این دو علنی بود و منشأ ناآرامی‌های سیاسی در فرانسه که از قبل آشفته بود شد. لوئی از این مزیت اولیه برخوردار بود که برادر شاه و نه پسرعموی اول پادشاه بود، اما شهرت وی به عنوان هوسباز و شایعه رابطه با ملکه ایزابلای باواریا او را بسیار بدنام کرد. برای سالهای بعد، فرزندان شارل ششم به‌طور متوالی توسط هر دو طرف جذب و تعلیم یافتند، تا اینکه دوک بورگوندی موفق شد با حکم سلطنتی به عنوان سرپرست لوئی، دوفن فرانسه و نایب‌السلطنه منصوب شود.
لوئی تسلیم نشد و تمام تلاش خود را برای خرابکاری در اقدامات ژان بی‌باک از جمله هدر دادن پول جمع‌آوری شده برای کمک به کاله که در آن زمان توسط انگلیسی‌ها اشغال شده بود، انجام داد. پس از این جریان، ژان و لوئی همدیگر را تهدیدهای آشکار کردند و فقط با مداخله ژان والوآ، دوک بری، و عموی هر دو نفر از جنگ داخلی جلوگیری شد.
گفته می‌شود که در سال ۱۳۹۳ لوئی مسئول مرگ چهار رقصنده در مراسم رقص باله بود که به (توپ مردهای در حال سوختن) معروف شد. چهار قربانی زنده زنده سوختند زیرا مشعلی که لوئی در دست داشت خیلی به لباسهای بسیار قابل اشتعال آنها نزدیک شد. دو رقصنده دیگر با همان لباس (یکی از آنها شخصاً شارل ششم) بود که به سختی از سرنوشت مشابهی فرار کردند.

## ترور

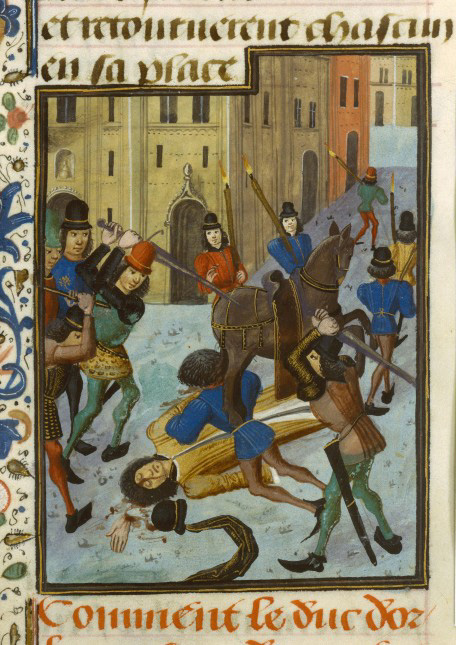
ترور لوئی در خیابان Vieille du Temple.

روز یکشنبه ۲۰ نوامبر ۱۴۰۷، دوک‌های رقیب نذورات رسمی آشتی را در برابر دادگاه فرانسه ردوبدل کردند. اما تنها سه روز بعد، به دستور دوک بورگوندی ژان بی‌باک، لوئی در خیابان‌های پاریس به طرز وحشیانه‌ای ترور شد. لوئی در هنگام سوار شدن بر اسب توسط پانزده تبهکار نقاب‌دار به رهبری رائول د آنکتونویل، خادم دوک بورگوندی، مورد ضربات چاقو قرار گرفت.  و یک خدمه به شدت زخمی شد.

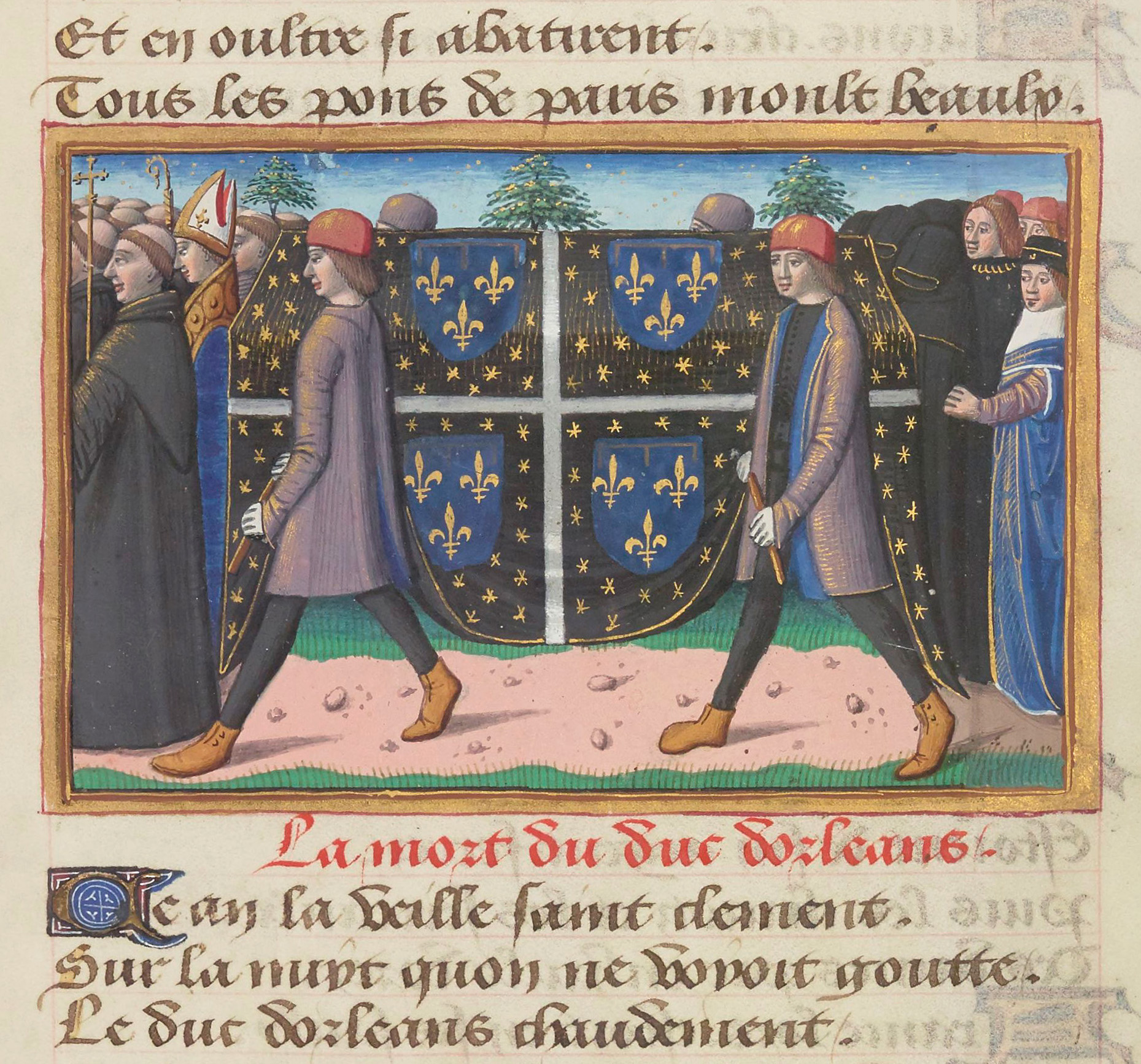
مراسم تشییع جنازه لوئی. مینیاتوری از Vigiles du roi Charles VII ، حدود سال ۱۴۸۴.

ژان توسط مردم پاریس و دانشگاهیان حمایت می‌شد. او حتی می‌توانست به جای انکار آن، قتل را علناً اعتراف کند. دانشمند ژان پتی سخنران دانشگاه سوربن را تفسیر توجیه کننده کشتار استبداد ارائه داد.
قتل لوئی جنجالی خونین به پا کرد و باعث بروز جنگ داخلی بین بورگوندی و خانواده سلطنتی فرانسه که فرانسه را برای بیست و هشت سال آینده تقسیم کرد و این دشمنی با امضای پیمان آرا در سال ۱۴۳۵ پایان یافت.

## ازدواج و فرزندان
در سال ۱۳۸۹، لوئی با والنتینا ویسکونتی،  دختر جیان گالئاتزو، دوک میلان ازدواج کرد. حاصل این ازدواج هشت فرزند بود:
- یک پسر (متولد و درگذشت پاریس، ۲۵ مارس ۱۳۹۰)، مدفون در پاریس.
- لوئی (پاریس، هتل دو سنت پل، ۲۶ مه ۱۳۹۲ - سپتامبر ۱۳۹۵)، در گورستان پاریس به خاک سپرده شد.
- ژان (۳۱ اکتبر ۱۳۹۳، متولد سپتامبر ۱۳۹۳)، در گورستان پاریس دفن شد.
- شارل، دوک اورلئان (هتل سلطنتی دو سنت پل، پاریس، ۲۴ نوامبر ۱۳۹۴ -، ۴ ژانویه ۱۴۶۵)، [۵] پدر لوئی دوازدهم فرانسه.
- فیلیپ ، کنت ورتوس (۲۱/۲۴ ژوئیه ۱۳۹۶–۱ سپتامبر ۱۴۲۰). [۶] یک پسر طبیعی را به نام فیلیپ آنتونی ترک کرد، به نام حرامزاده ورتوس که حدود ۱۴۴۵ درگذشت. هیچ مسئله.
- ژان، کنت آنگولم (۲۴ ژوئن ۱۳۹۹–۳۰ آوریل ۱۴۶۷)، [۵] پدربزرگ فرانسوای یکم فرانسه
- ماری (شاتو دو کوسی، آیسنه، آوریل ۱۴۰۱ - اندکی پس از تولد درگذشت).
- مارگارت (۴ دسامبر ۱۴۰۶ - ابای دو لاگوئیچ، در نزدیکی بلویز، ۲۴ آوریل ۱۴۶۶)، با ریچارد بریتانی ، کنت استامپز ازدواج کرد.[۷] او شهرستان ورتوس را به عنوان جهیزیه دریافت کرد.

توسط Mariette d'Enghien ,  معشوقه‌اش، لوئی یک پسر نامشروع داشت:
- John of Dunois (1402–1468)، جد  Dukes of Longueville [۸]